# Luigi Ruzzenenti
Luigi Ruzzenenti (Asola, 1838 – Asola, 1905) è stato un religioso e archeologo italiano.

## Vita
Nacque ad Asola, in provincia di Mantova, ma da genitori provenienti dalla vicina Casaloldo. Sacerdote, divenne a partire dal 1860 coadiutore della parrocchia di Asola. Negli spazi di tempo lasciati liberi dagli impegni della sua attività sacerdotale, egli si occupò di archeologia e paletnologia, di storia, di cronaca locale asolana e del circondario, di dialetto, di scienze naturali, di opere d'arte, delle iscrizioni del territorio; scrisse sonetti e componimenti poetici e negli ultimi anni della sua vita si interessò di questioni filosofiche, teologiche e politiche.

## Scoperte archeologiche

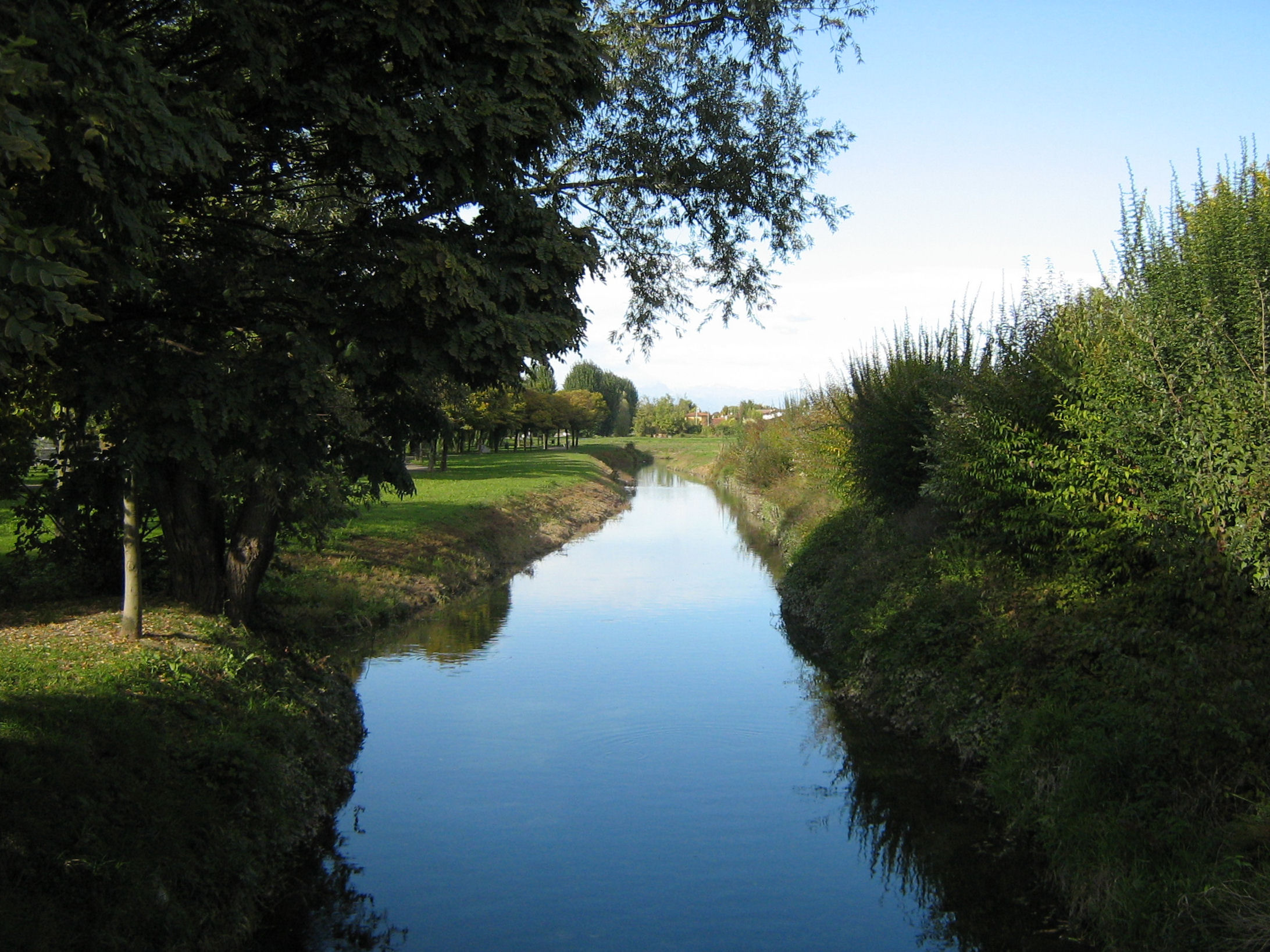
Il Tartaro nei pressi di Rassica di Castel Goffredo, luogo di ritrovamento.

Iniziò le sue esperienze archeologiche nel 1880 con un breve saggio di scavo di quella che, a tutt'oggi, è considerata una delle terramare più antiche a nord del Po, cioè quella di Baselle di Castelnuovo Asolano, dove riprese poi le ricerche in modo più sistematico nel 1888-1889. 
Fu coinvolto nello scavo della terramara di Bellanda di Gazoldo degli Ippoliti (1881 e 1903) e di Villa Cappella di Ceresara nel 1881. Qui conobbe, fra gli altri, il dr. Giovanni Bandieri di Reggio Emilia, braccio destro di uno dei massimi paletnologi dell'epoca, il prof. don Gaetano Chierici, direttore del museo reggiano. Conobbe e intrattenne rapporti epistolari  col fior fiore della paletnologia italiana: il prof. Luigi Pigorini, direttore del Museo kircheriano di Roma, cofondatore col Chierici e col prof. Pellegrino Strobel di Parma del prestigioso Bullettino di Paletnologia Italiana, col cav. De Stefani di Verona, con don Antonio Parazzi di Viadana e con il prof. Pompeo Castelfranco di Milano.
Nel 1884, esattamente il 19 febbraio, don Ruzzenenti fu l'artefice, e successivamente il corresponsabile delle operazioni di scavo, di una delle maggiori scoperte archeologiche in campo preistorico mai avvenute in Italia Settentrionale: l'area pluiinsediata del Dovarese  di Remedello Sotto, in provincia di Brescia. Qui alla fine delle indagini archeologiche, che terminarono nel 1886, vennero portate alla luce tracce di un insediamento neo-eneolitico, una necropoli di ben 124 sepolture dell'Età del Rame, reperti dell'antica Età del Bronzo, sepolture della prima Età del Ferro con eccezionali reperti di VI secolo, una necropoli celtica a rito misto, delle sepolture e reperti sparsi di epoca romana e alto medievale. A Remedello incontrò anche il cav. Giacomo Locatelli di Fontanella Grazioli e con lui diresse nel 1890 la prosecuzione degli scavi in quel comune di nuove sepolture dell'Età del Rame e della prima Età del Ferro.
Negli anni 1886-1887 fece ricerche a Cadimarco di Fiesse, dove porterà alla luce una sepoltura della cultura del vaso campaniforme (circa 2500 a.C.) e una necropoli celtica. Nello stesso anno fu anche a Volongo (Cremona) dove col cav. Locatelli portò alla luce un'altra necropoli dell'Età del Rame. Nel 1888 era di nuovo sul campo per far ricerche in un insediamento della fine dell'antica Età del Bronzo- inizi del Bronzo Medio in località Redone di Asola, mentre l'anno successivo portò alla luce l'importante terramara di Rassica di Castel Goffredo. Fu il  protagonista della scoperta di rarissime sepolture della cultura campaniforme a Santa Cristina di Fiesse (1898) e a Roccolo Bresciani di Remedello Sotto (1899). 
Raccolse materiali e individuò località minori di interesse archeologico in tutto il territorio dell'ex-quadra di Asola, fu coinvolto anche nella scoperta della necropoli barbarica di Gottolengo e fornì chiarimenti e consulenza a don Bortolo Chiarini di Montichiari su un'ascia e altri reperti della Tarda Età del Bronzo rinvenuti nel territorio di quel comune. Due anni prima della morte, nel 1903, era di nuovo preda della passione archeologica e riprese con il cav. Locatelli le ricerche nella terramara di Bellanda di Gazoldo, anche se oramai appesantito da un soprappeso eccessivo, che forse fu concausa dei problemi cardio-circolatori che lo portarono alla morte per probabile ictus, il 9 marzo 1905. Oggi riposa nel cimitero di Asola, dove si trova anche l'unica sua fotografia reperibile.

## Considerazioni conclusive
La precisione, la meticolosità, la passione, l'acquisizione rapida dei nuovi concetti di ricerca nello scavo preistorico, mutuati negli incontri e nella fittissima corrispondenza con i maggiori esponenti della paletnologia italiana, la molteplicità e l'importanza delle sue ricerche, la dovizia di particolari delle sue relazioni, la sua capacità di disegnare rendono con chiarezza la modernità e l'importanza fondamentale del suo apporto agli studi archeologici e paletnologici attuali.